# Spirale ovale
Spirale ovale è un brano del duo hip hop milanese degli Articolo 31, estratto come secondo singolo dal sesto album Domani smetto, pubblicato nel 2002.

## Il video
Il video prodotto per "Spirale ovale" è stato girato in una villa a Sabaudia e vede J-Ax, DJ Jad e numerose persone coinvolte in un toga party, sullo stile del film Animal House. Le riprese sono durate da mezzogiorno fino alle dieci di sera.
Nel video ha partecipato anche l'attrice ucraina Olga Shapoval.

## Tracce
1. Spirale ovale

## Formazione
- J-Ax - voce
- DJ Jad - giradischi

### Altri musicisti
- Fausto Cogliati - chitarra
- Paolo Costa - basso
- Elio Rivagli - batteria
- Paolo Jannacci - fisarmonica